# Louis Raguin
Louis Raguin war ein französischer Fußballschiedsrichter.

## Karriere auf nationaler Ebene
Im Jahr 1932 wurde Raguin zu dem Unparteiischen bestimmt, der das nationale Pokalendspiel zwischen der AS Cannes und dem RC Roubaix pfeifen durfte, welches einen 1:0-Sieg für Cannes hervorbrachte. Einige Monate darauf wurde in Frankreich mit der Division 1 eine Profiliga als höchste Spielklasse des Landes eingeführt und Raguin zu einem der Schiedsrichter bestimmt; dabei wurde er bereits am ersten Spieltag eingesetzt und leitete die Partie zwischen Olympique Lille und Olympique Marseille. Im weiteren Verlauf der 1930er-Jahre behielt er seinen Posten bei. 1939 wurde der Spielbetrieb jedoch durch den Beginn des Zweiten Weltkriegs unterbrochen und setzte Raguins Laufbahn im Profibereich ein Ende, da dieser an der Neuauflage im Jahr 1944 nicht mehr beteiligt war.

## Internationaler Schiedsrichter
Raguin leitete am 5. Juli 1933 ein internationales Freundschaftsspiel zwischen der Schweiz und Jugoslawien; am 24. September desselben Jahres stand er zudem bei einer Begegnung zwischen der schweizerischen B-Elf und Luxemburg auf dem Platz.